# 顶极群落

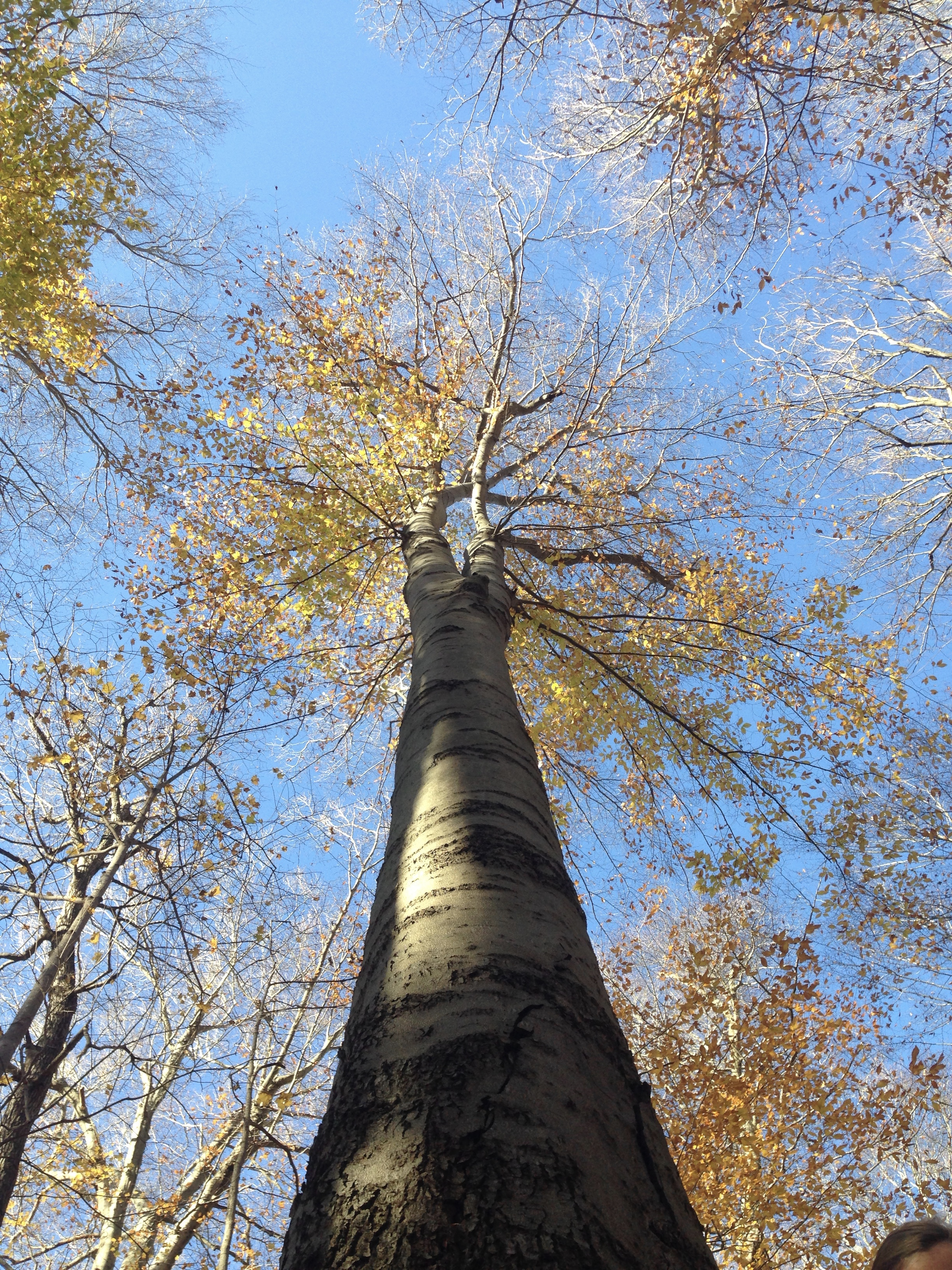
美国密歇根州的沃伦伍兹是山毛榉-枫树林顶极群落的一个例子。山毛榉（中）和糖枫（左下）因其高度和耐荫性，在森林中占据主导地位。

在生态学中，顶极群落（英語：climax community）或气候顶极群落（climatic climax community）是描述植物、动物和真菌群落的一个历史用语，指一个地区的植被发育中，群落经过一段时间的演替过程，最终达到的一种稳态。过去认为，达到这一平衡是因为顶极群落由最适应该地区平均条件的物种组成。该术语有时也适用于土壤发育。然而，研究者后来发现，所谓“稳态”是似是而非的，特别是在较长的时间尺度上。尽管如此，顶极群落仍然是一个有用的概念。
一个区域的气候对应一种顶极群落的想法，最初由美国生态学家弗雷德里克·克莱门茨于1900年代初期首先提出。1899年，亨利·钱德勒·考尔斯分析了演替过程，该分析首次为演替会形成类似顶极群落的东西，但是克莱门茨明确使用了“顶极”（climax）一词来描述理想的演替终点。

## 弗雷德里克·克莱门茨的用法
克莱门茨认为，一个生态群落的演替发展可与生物的个体发育相比较。克莱门茨只提出了与非常简单的生物进行比较。后来的生态学家提出了生态群落是一个“超个体”的观点，有时甚至声称群落可能类似于复杂的生物，并试图为每个区域定义一种单一的顶极类型。英国植物学家亚瑟·坦斯利（Arthur Tansley）发展了这一概念，提出了“多元顶极”（polyclimax）——在特定的气候区中，由土壤因素决定的多个稳态终点。克莱门茨使用其他术语而非“顶极”来称呼这些终点，并认为它们不稳定，因为根据定义，顶极植被应当最适合特定地区的气候。亨利·格里森（Henry Gleason）很早就曾对克莱门茨的有机体比喻提出质疑，他也提出了描述植被的其他策略，但在几十年间很大程度上被忽视，直到1950到1960年代的研究充分证明了这一点（见下）。同时，顶极理论已经完全被生态学理论和植被管理吸收运用。克莱门茨的术语，如前顶极（pre-climax）、後顶极（post-climax）、偏途顶极（plagioclimax/disclimax）仍用于描述与特定地区理想顶极状态不同的各种类型的群落。

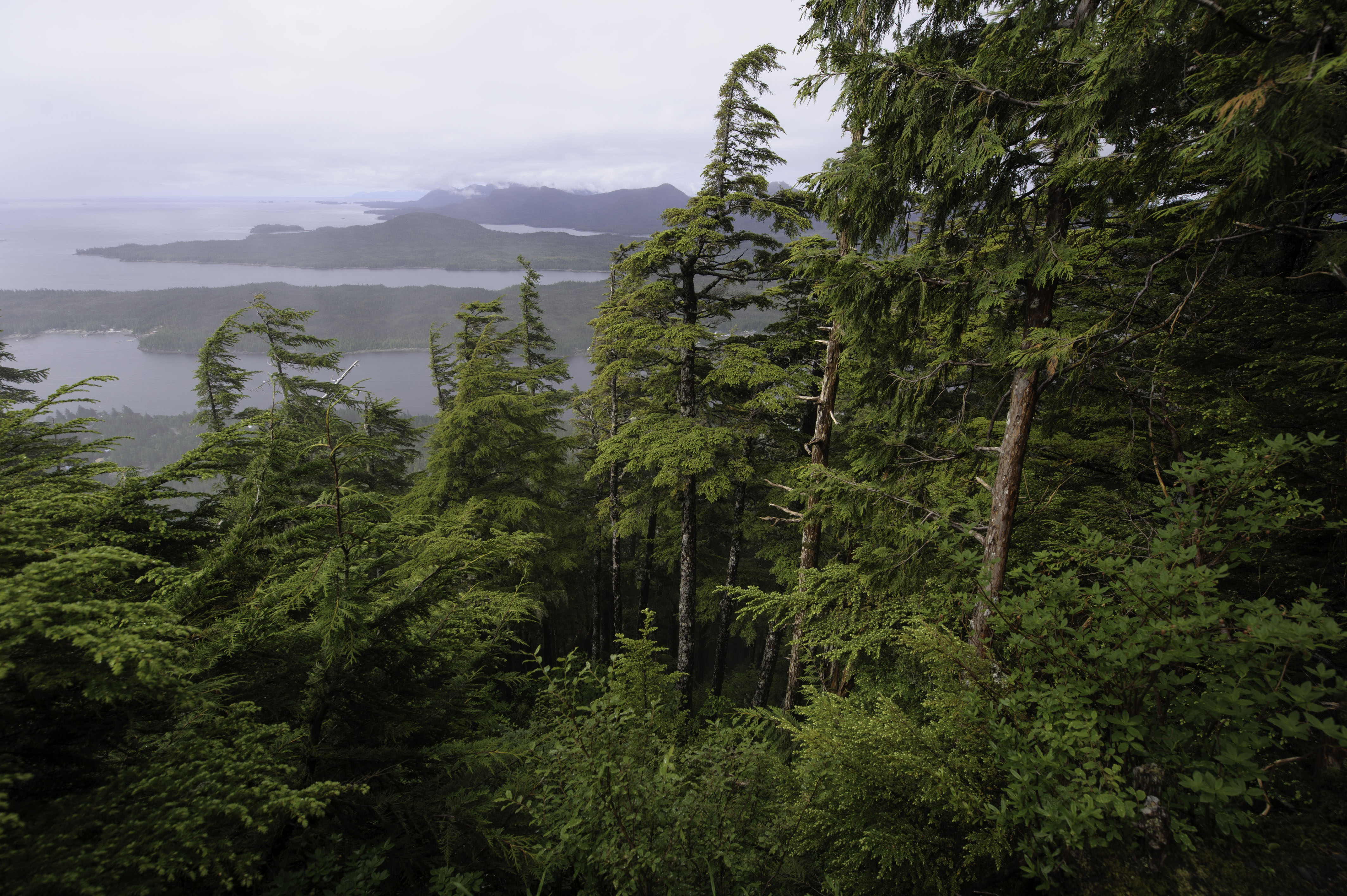
阿拉斯加通加斯国家森林的顶极群落，北美雲杉-西部铁杉林。主要的干扰是洪水、滑坡和盐雾，但这些都只发生在小范围内，因而允许相对稳定的平衡的存在。

尽管有时被认为是克莱门茨的观点，但克莱门茨从未说过顶极群落必然形成，或者生态群落中的不同物种在生理上密切整合，又或者植物群落在时间或空间上具有明确的界限。相反，他采用了顶极群落的概念——最适合某种理想化环境条件的植被形式——来描述给定区域植被的概念性起点。有理由相信，当这些条件得到满足时，最适应某些条件的物种可能会出现。但克莱门茨的大部分工作都致力于描述理想条件未满足时会发生什么。在这些情况下，通常会出现理想顶极以外的植被。但这些不同种类的植被仍可视作与理想顶极背离的状态。因此，克莱门茨提出了一套庞杂的理论术语词汇来描述植被的各种可能成因，以及由此形成的各种非顶极状态的植被。面对生态的复杂性，他处理的方法是定义一种理想的植被形式——顶极群落，然后将其他形式的植被视为与该理想状态的偏离。

## “顶极群落”的沿用
尽管顶极理论已基本被否定，但在1990年代，顶极的概念在一些理论生态学中再次变得更加流行。许多论文作者和自然爱好者继续使用非严格意义的“顶极”来指代那些可视作成熟或古老的群落。“顶极”一词也被用来描述海洋大型无脊椎动物群落演替后期。
此外，一些当代生态学家仍然使用“disclimax”（偏途顶极）一词来描述由入侵物种主导的生态系统，这些物种的竞争阻止了曾经的本地物种重新引入。这个概念借用了克莱门茨最早对顶极的解释，即一个抵抗外来物种定殖的生态系统。克莱门茨（1936）在其特定语境下使用了“偏途顶极”（disclimax）一词，虽然本是指一种阻碍真正顶极群落的发展和演替的人为现象，但它是自然界中少有的可观察到的顶极的例子之一。